# 乱流翼

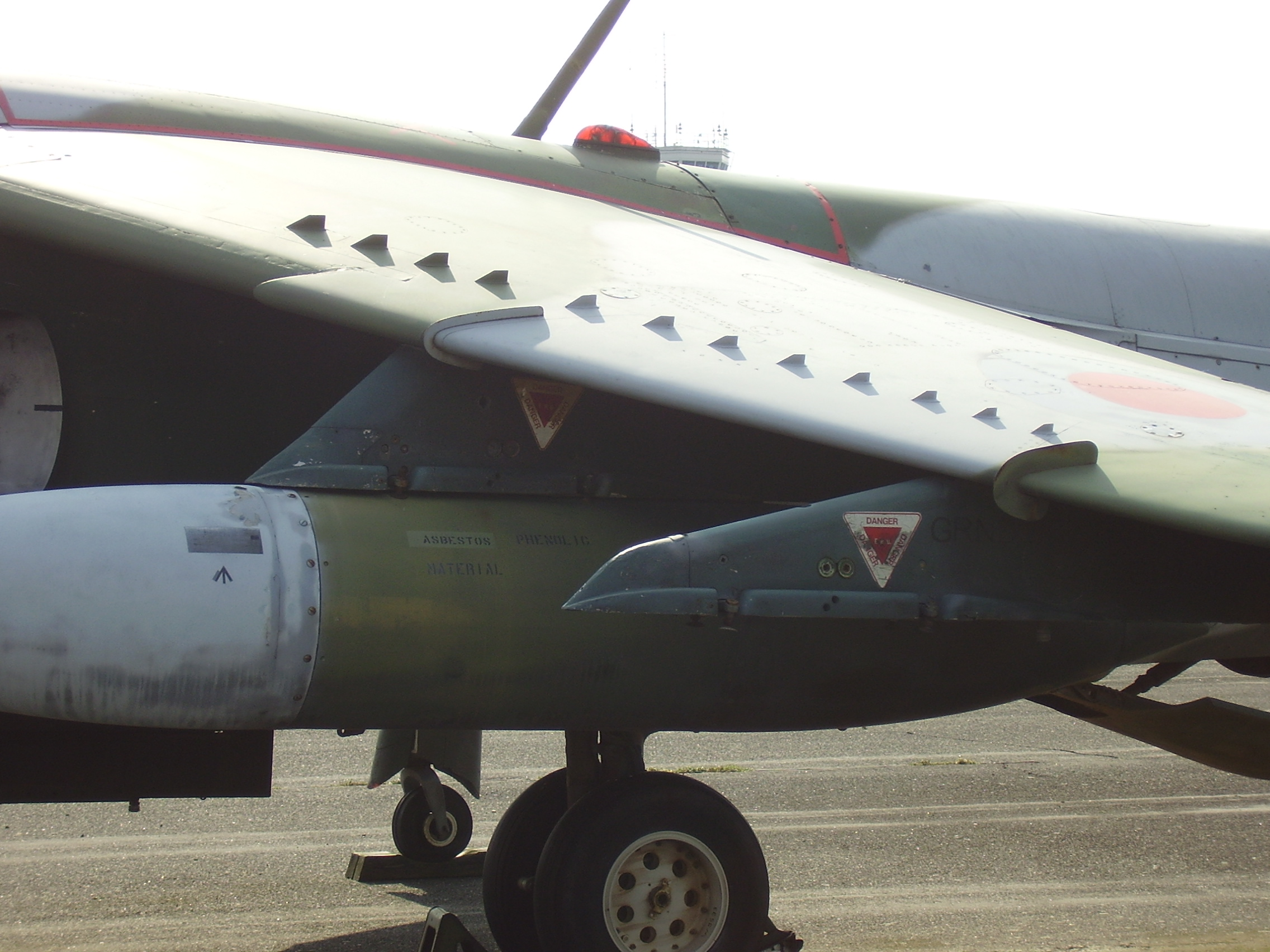
翼上面にタービュレイターを取り付けたホーカー・シドレー ハリアー。

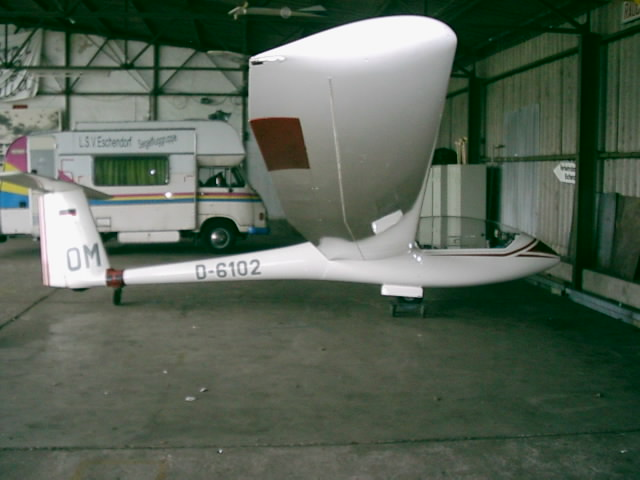
翼の下面にテープ状のタービュレイターが取り付けられたグライダー、:en:Grob G-102 Astir。

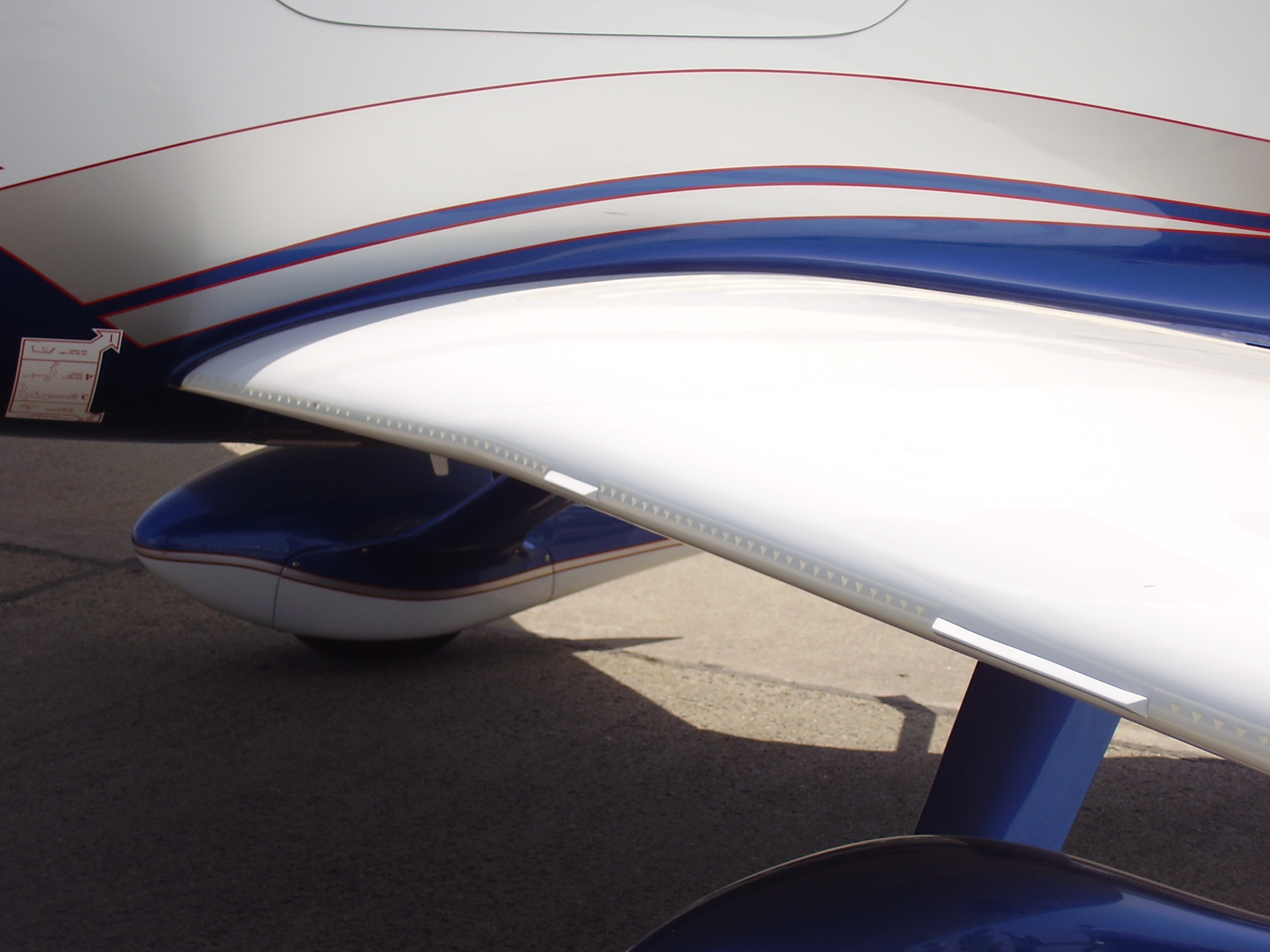
セスナ400の翼前部に取り付けられた突起（棘）状のタービュレイター。

乱流翼（らんりゅうよく）は、主に軽飛行機、グライダーや模型飛行機に使用される翼型の一種。
タービュレーター（en:Turbulator）またはボルテックス・ジェネレーターという翼面の突起物によって翼面に乱流を生み出し、翼面が常時乱流境界層に保たれる翼を指す。

## 概要

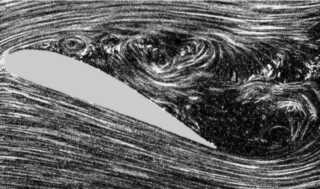
翼の迎角の上げ過ぎにより境界層剥離が起きた状態。

一般的なジェット機よりも飛行速度が遅い軽飛行機やグライダー、模型飛行機の飛行においては、翼面の境界層を故意に乱流化したほうが空気の流れの剥離が遅れ、揚力の増加、抗力の減少、失速に至る迎角度の増大、最大離陸重量の増加など翼型性能が向上し、飛行が安定する場合がある。
これは、乱流化された境界層（乱流境界層）では流体の渦運動によって、大きい速度をもった流体とより壁面近くの運動量の小さい流体が混ざり、活発に運動量交換が行われ、壁面近傍の流体へ運動量が供給され続けるので層流境界層よりも剥離しにくくなるためである。
そのため、軽飛行機、グライダーの設計や模型飛行機の制作においては翼面の粗面化、翼面に突起（タービュレーター、ボルテックスジェネレーター）をつけるなど、乱流化（乱流遷移）を促進する加工が行われることがある。このような翼を乱流翼と呼び、ジェット機よりもはるかに低いレイノルズ数下（おおむね10,000から100,000の範囲）で飛行するフリーフライト滞空競技などの模型飛行機では多く利用されている。レイノルズ数が高いほど最大揚力係数は大きく、抗力係数は小さい。
現在では亜音速の商業ジェット機にも翼端失速を抑えるために主翼の外側に追加されている例が多い。後退翼では亜音速時に主翼の上面を内側から外側にながれる気流が発生し、これが前方から主翼上面を通る気流と干渉することで乱流を生じ、エルロンの効き目が急に失われる現象が発生するため、これを防ぐためにボルテックスジェネレーターが設置される。また大迎え角時にエンジンナセルから発生する乱流を整流するためにナセルにボルテックスジェネレーターが設置される。あるいは垂直舵の効きを良くするために垂直安定板などにも使われている。利用例としては、ボーイング707、ボーイング727、ボーイング737、ボーイング747、ボーイング787をはじめとして現在使用されている商業ジェット機のほぼ全てにボルテックスジェネレーターを観察することができる。ボーイング787のエンジンナセルにある花びら状の切れ込み(シェブロン)もボルテックスジェネレーターの一種であり、エンジン排気を囲むように生成されるボルテックスによりエンジン騒音や排気の乱れを防ぐ働きがある。
ジェット戦闘機などでは主翼前端に切り欠き(ドッグトゥース)があり、この部分で発生したボルテックスが大迎え角時に主翼上面の気流の剥離をおさえる働きがある。F-4、F-16やF/A-18、コンコルドの長いストレーキも主翼上面に連続的なボルテックスを発生して主翼上面の気流剥離を防止し、また大迎え角時の尾翼の効きを良くする働きがある。F-15の水平尾翼も同様の効果を望んだものである。
自動車や電車においても、高速走行時の気流を制御して走行安定性などを高める目的で、タービュレーター（ボルテックスジェネレーター）が使用される。採用例は後述する。

## 歴史

### 乱流効果の発見

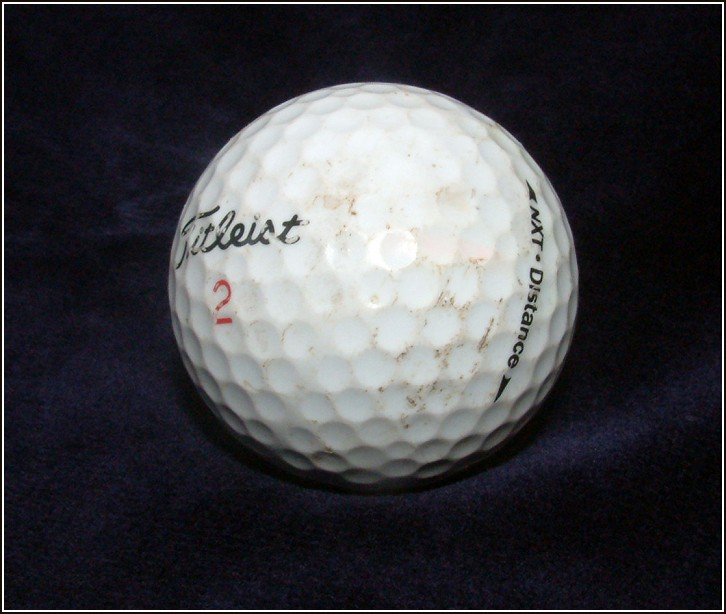
ゴルフボール

乱流境界層は層流境界層よりも流れが剥がれにくいことは、表面にディンプルが彫りこまれたゴルフボールが描く軌道などによって経験的に知られていた。1930年代にはフリーフライト模型機の翼に、ディンプルのような凹凸や、針金などによる突起をつけて、剥離を遅らそうとする発想があった。 
1938年、アメリカ合衆国においてNACA4字番号翼型の設計者であるイーストマン・N・ジェーコブスが付近の模型クラブの依頼を受け、参加モデラーが持参した模型翼の煙風洞実験を行った。当時、翼前半上面に3～4本の細い桁を入れた多桁構造翼が多く作られていた。持ち寄られた沢山の模型翼のうち、工作が下手なため桁がリブより1ミリメートル以上も飛び出し、翼の上面が凸凹になっている多桁翼があったが、予想に反してこれが最も失速角が大きかった。これに倣い、故意に翼の上にバルサ棒を突出させた模型機が流行した。これが模型乱流翼の始まりである。
第二次世界大戦中のドイツにおいては、F・W・シュミッツの模型飛行機用の翼型、特に乱流翼の組織的な研究が行われた。日本では1955年頃、『航空ファン』誌に橘清三がこれを紹介し、当時のモデラーがその資料を基に、乱流翼を使った機体を競技に登場させた。

### 諸形式の盛衰

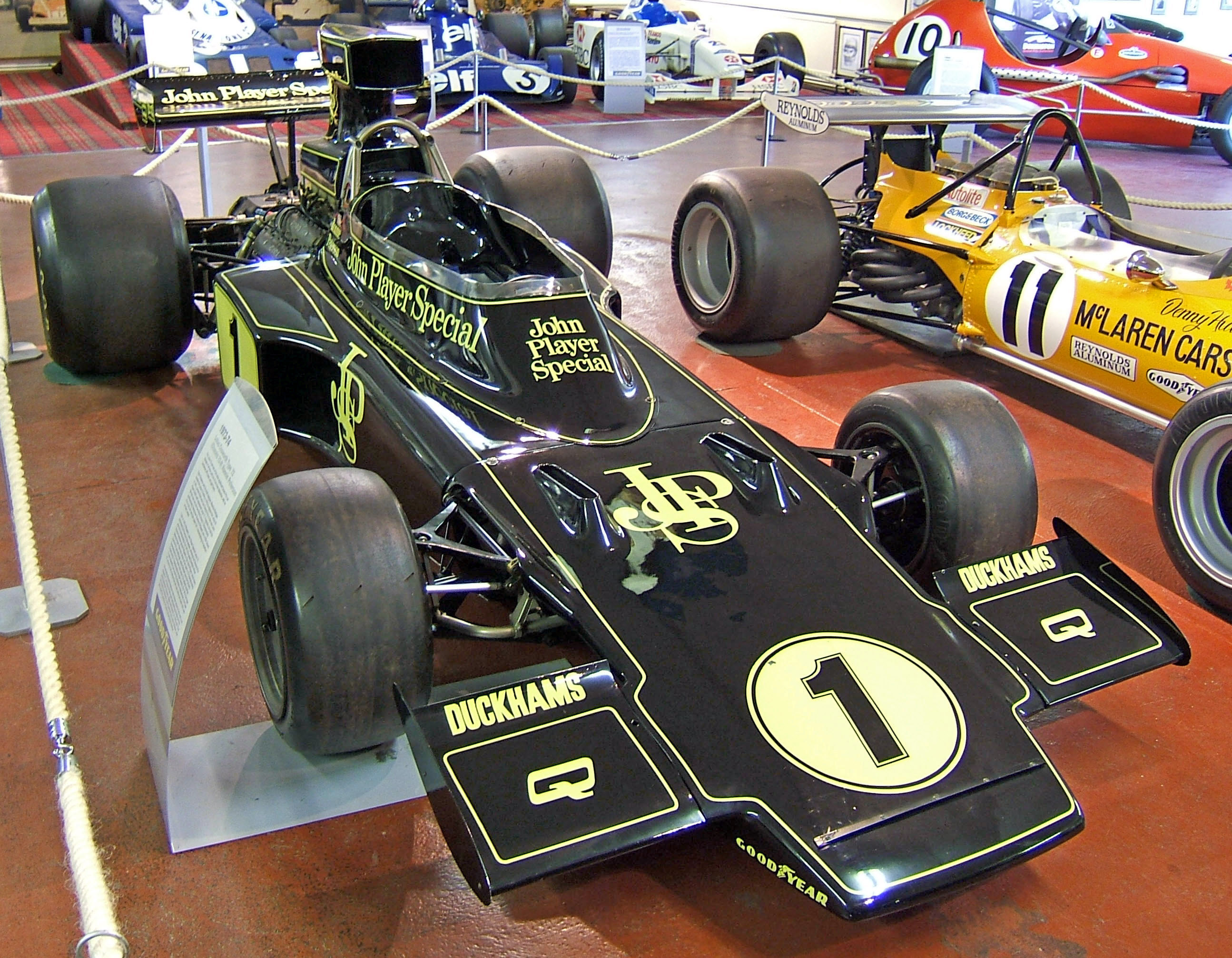
ロータス・72。フロントノーズ部に棒状のボルテックスジェネレーターが装着されている。

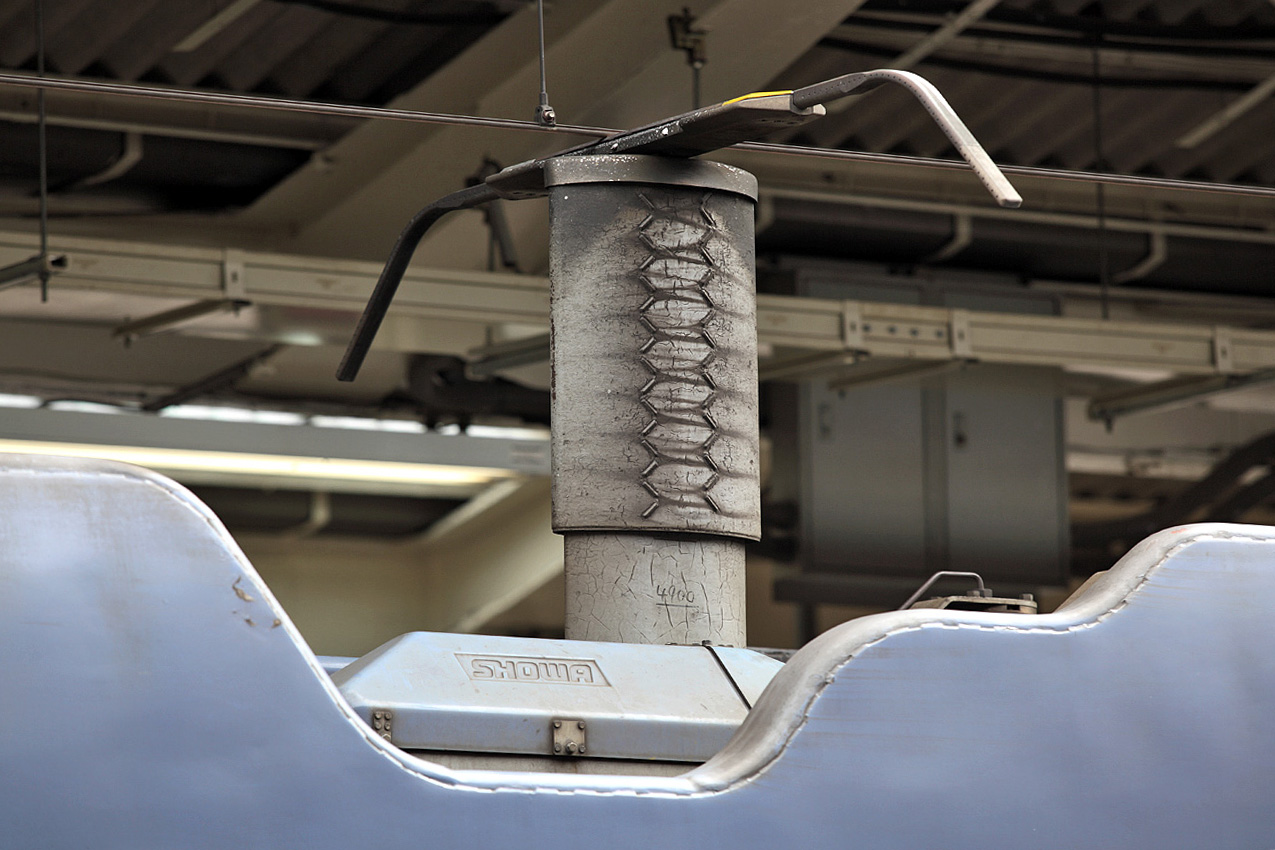
新幹線500系のパンタグラフ

乱流翼は多くのモデラーによって追試され、さまざまな形式が競技実戦に投入された。1950年ころ初めに生まれた型式は、シュミッツ門下のドイツ選手のグライダーに装備された「張り出し乱流線」である。タービュレイターは、おおむね翼型基準線上の前縁より約10パーセント前方に、直径0.5ミリ程度、コードの0.4パーセントくらいの太さの糸ゴムやナイロン糸を、凧のうなりのように張ったものである。糸の後ろに発生した渦が、後ろにある翼の上面に流れ着き、境界層を乱流遷移させる。
同時代に生まれた形式のもうひとつは、前縁直後の翼上面に、0.8ミリ角、コードの0.6～0.7パーセントくらいの太さの角材か紐をタービュレイターとして貼りつけたものである。翼の前縁から流れてきた気流はこれにぶつかり、乗り越えるときに境界層を乱流化する。また、翼の表面をざらざらに荒らす方法も試みられている。
以来半世紀にわたって競技で淘汰された結果、
1. 張り出し乱流線は少なくなった。翼の外側に余分な構造物があるので、取り扱い性の点で負担が大きいため。
2. 前縁の直後の翼上面に棒や紐を貼り付ける方法は、現在でも広く使われている。
3. 翼の上にタービュレイターを貼り付ける方法には、いくつかバリエーションが生まれた。
  1. 何列も貼り付ける型式で、前に述べた多桁翼と同様の考え方。
  2. 直線の棒ではなく、鋸状のジグザグの突起をつける方法で、横方向に強弱が付き、乱流効果が強まる。
4. 翼面をざらざらの粗面にする方法は、「シワ紙張り」として実用化された。ライトプレーン（竹ひご・片面翼）に使われるのが多い。

さらに、1970年代には乱流翼の概念、およびタービュレイターの自動車などへ応用がなされ始め、1970年、チーム・ロータスはフロントノーズにボルテックスジェネレーターを装備したF1カーロータス・72を発表した。
1997年に運用を開始した新幹線500系電車のパンタグラフの支柱には、風切り音防止のため、フクロウの羽根にヒントを得たボルテックスジェネレーターが装備された。

### 2000年代以降
2000年代以降の国際級フリー・フライト滞空競技機のうち、グライダーとゴム動力機の約半数は乱流翼を使っている。タービュレイターを取り付けた物の他に、前述の多桁構造翼のように意識しないでも乱流化されている場合もある。
フリー・フライト機のうちF1C級エンジン機は、滑空時のレイノルズ数は数万であるのでこの状態では乱流効果が望める。しかしながら、上昇中の速度が平均でも秒速25メートルであり最大では40メートル近くになり、レイノルズ数は20万を越す。 F1C級では上昇率の向上が最重要であり、タービュレイターによる垂直上昇時（高レイノルズ数）の抵抗増加を考えると、滑空時のメリットがあっても使えない。
乱流翼の二次的な効果として、安定性の向上がある。乱流翼は、沈下速度の減少のような競技成績を直接向上させる効果が無い場合でも、安定性や取り扱い性の向上の目的で利用される場合がある。
スポーツ分野への応用も進み、スピードスケート競技用ウエアに張り付けるテープ型のボルテックスジェネレーターが市販された。現在は別素材同形状で「タービュラーテープ」の名称で模型用に市販されている。競泳競技用の微細な凹凸をつけた「サメ肌水着」もボルテックスジェネレーターの原理を応用したものである。
三菱自動車は2004年に発売されたランサーエボリューションVIII MRにボルテックスジェネレーターをメーカーオプションとして設定。エボVIII MR発売以前に生産されたエボVII・エボVIIIでもアフターパーツとして販売、エボIX・エボIX　MRでもオプションとして設定された。
またトヨタは複数の車種において、エアロスタビライジングフィンという名前でテールランプ横に突起が一体成形されている。これは車体後部に発生する渦を整流し空気抵抗を減らす役目をしている。

## 乱流制御翼
乱流制御翼 Circulation Control Wing(CCW)は航空機の主翼の揚力係数を高める高揚力装置である。CCW技術は60年以上の研究開発の歴史があり、初期の形式はブラウン・フラップと呼ばれていた。
CCWは高圧の空気を隙間から噴射するように特別に設計された航空機の主翼の前縁と後縁を流れる空気流の速度を増やす事により作動する。主翼は丸められた後縁に沿って空気を噴射することでコアンダ効果によって揚力を増やす。主翼の上面の空気流の速度が増えると同様に通常の翼型によってもたらされる揚力も増える。